# Macphersonia radlkoferi
Macphersonia radlkoferi är en kinesträdsväxtart som beskrevs av Choux. Macphersonia radlkoferi ingår i släktet Macphersonia och familjen kinesträdsväxter. Inga underarter finns listade i Catalogue of Life.